# Marcos Bolados
Marcos Bolados Hidalgo, född 28 februari 1996, är en chilensk fotbollsspelare som spelar för Colo-Colo.

## Landslagskarriär
Bolados debuterade för Chiles landslag den 24 mars 2018 i en 2–1-vinst över Sverige, där han blev inbytt i den 71:a minuten och gjorde det avgörande 2–1-målet i den 90:e minuten.